# Pescăruș de ghețuri
Pescărușul de ghețuri (Larus hyperboreus) este un pescăruș mare, al doilea pescăruș ca mărime din lume. Numele genului provine din latinescul larus, care pare să se fi referit la un pescăruș sau la o altă pasăre mare de mare. Numele specific hyperboreus provine din latină și înseamnă „nordic”, din greaca veche huperboreoi, oameni din nordul îndepărtat.